# Josep Mestre i Puig
Josep Mestre i Puig (Barcelona, 27 de gener de 1884 - Molins de Rei, Baix Llobregat, 30 de març de 1979) fou un metge i polític català, diputat a les Corts Espanyoles durant la Segona República Espanyola.
Va estudiar la primària i va treballar a Sant Pere de Ribes, població d'on era originària la seva família. Fou cap del Sindicat de Metges de Catalunya el 1921- 1922 Fou diputat per la circumscripció de Barcelona ciutat per ERC a les eleccions generals espanyoles de 1933. Durant la Guerra Civil fou subsecretari de sanitat. Després de l'entrada de les tropes franquistes, es va haver d'exiliar durant quinze anys a França, on va treballar per a la Creu Roja republicana.